# Сикорский (лунный кратер)
Кратер Сикорский (лат. Sikorsky) — крупный древний ударный кратер в южном полушарии обратной стороны Луны. Название присвоено в честь русского и американского авиаконструктора Игоря Ивановича Сикорского (1889—1972) и утверждено Международным астрономическим союзом в 1979 г. Образование кратера относится к нектарскому периоду.

## Описание кратера

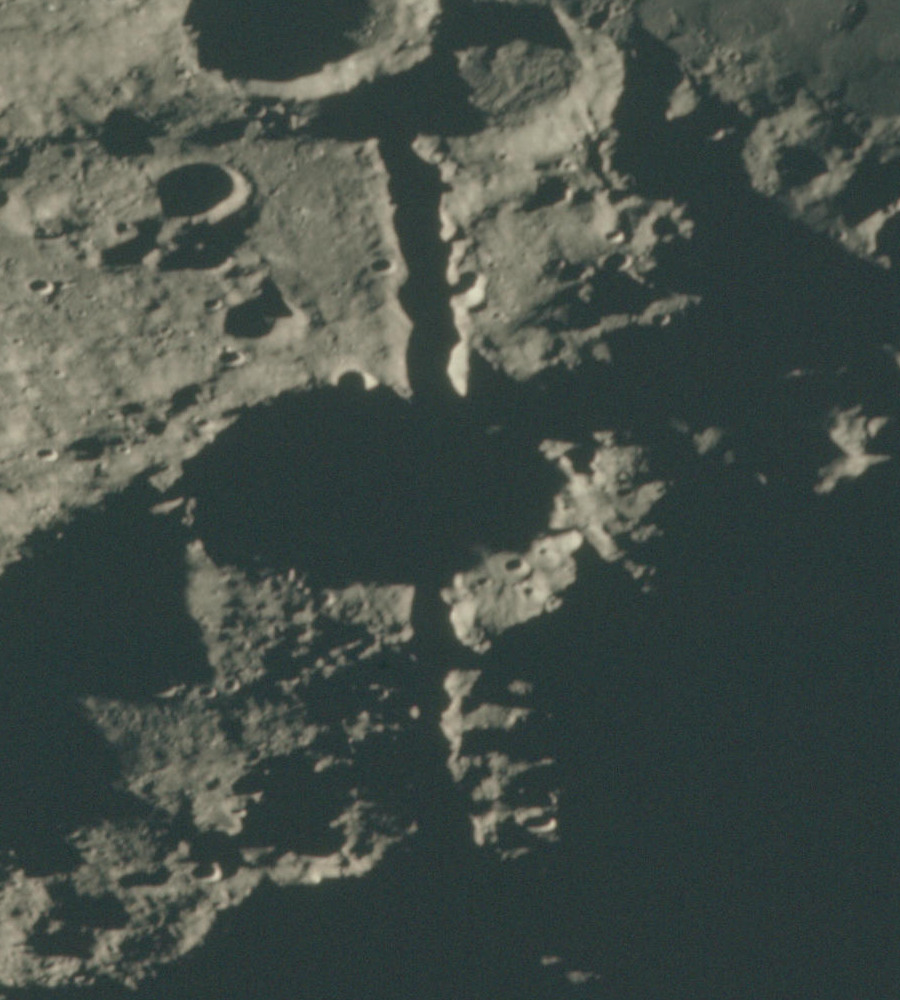
Долина Шрёдингера и кратер Сикорский. Снимок кратера с борта Аполлона-15.

Ближайшими соседями кратера являются кратер Мальтон на северо-западе; кратер Шрёдингер на юго-востоке и кратер Векслер на юго-западе.Селенографические координаты центра кратера 65°53′ ю. ш. 103°39′ в. д. / 65,89° ю. ш. 103,65° в. д., диаметр 97,7 км, глубина 2,85 км.
Кратер Сикорский имеет полигональную форму, значительно разрушен и рассечен с северо-запада на юго-восток долиной Шрёдингера, восточная часть вала рассечена долиной меньшей длины, которая параллельна долине Шрёдингера. Вал сглажен и отмечен множеством кратеров различного размера, северо-восточная часть вала практически полностью разрушена, в западной части вал двойной. Дно чаши пересеченное, отмечено множеством мелких кратеров. В центре чаши расположен приметны чашеобразный сателлитный кратер Сикорский Q.

## Сателлитные кратеры

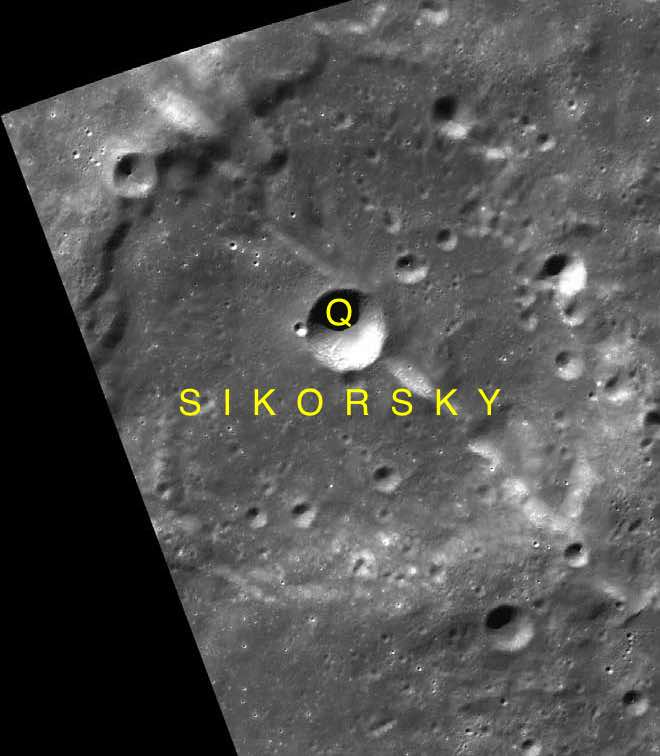
Фрагмент карты LAC-140.

| Сикорский | Координаты                                              | Диаметр, км |
| --------- | ------------------------------------------------------- | ----------- |
| Q         | 65°47′ ю. ш. 103°27′ в. д. / 65,79° ю. ш. 103,45° в. д. | 14,4        |